# Rhadinopsylla aspalacis
Rhadinopsylla aspalacis är en loppart som beskrevs av Ioff et Tiflov 1946. Rhadinopsylla aspalacis ingår i släktet Rhadinopsylla och familjen mullvadsloppor. Inga underarter finns listade i Catalogue of Life.